# Gran Premi dels Estats Units del 2002
Resultats del Gran Premi dels Estats Units de Fórmula 1 de la temporada 2002, disputat al circuit de Indianàpolis el 29 de setembre del 2002.

## Resultats de la cursa
| Pos | No | Pilot                 | Equip              | Voltes | Temps/ Retir. | Pos. de sort. | Punts |
| --- | -- | --------------------- | ------------------ | ------ | ------------- | ------------- | ----- |
| 1   | 2  | Rubens Barrichello    | Ferrari            | 73     | 1h 31' 08. 0  | 2             | 10    |
| 2   | 1  | Michael Schumacher    | Ferrari            | 73     | + 0.011 s     | 1             | 6     |
| 3   | 3  | David Coulthard       | McLaren - Mercedes | 73     | + 7.799 s     | 3             | 4     |
| 4   | 6  | Juan Pablo Montoya    | Williams - BMW     | 73     | + 9.911 s     | 4             | 3     |
| 5   | 14 | Jarno Trulli          | Renault            | 73     | + 56.847 s    | 8             | 2     |
| 6   | 11 | Jacques Villeneuve    | BAR - Honda        | 73     | + 58.211 s    | 7             | 1     |
| 7   | 9  | Giancarlo Fisichella  | Jordan - Honda     | 72     | + 1 Volta     | 9             |       |
| 8   | 15 | Jenson Button         | Renault            | 72     | + 1 Volta     | 14            |       |
| 9   | 7  | Nick Heidfeld         | Sauber - Petronas  | 72     | + 1 Volta     | 10            |       |
| 10  | 16 | Eddie Irvine          | Jaguar - Cosworth  | 72     | + 1 Volta     | 13            |       |
| 11  | 10 | Takuma Sato           | Jordan - Honda     | 72     | + 1 Volta     | 15            |       |
| 12  | 12 | Olivier Panis         | BAR - Honda        | 72     | + 1 Volta     | 12            |       |
| 13  | 8  | Heinz-Harald Frentzen | Sauber - Petronas  | 71     | + 2 Voltes    | 11            |       |
| 14  | 24 | Mika Salo             | Toyota             | 71     | + 2 Voltes    | 19            |       |
| 15  | 25 | Allan McNish          | Toyota             | 71     | + 2 Voltes    | 16            |       |
| 16  | 5  | Ralf Schumacher       | Williams - BMW     | 71     | + 2 Voltes    | 5             |       |
| Ret | 4  | Kimi Räikkönen        | McLaren - Mercedes | 50     | Motor         | 6             |       |
| Ret | 22 | Alex Yoong            | Minardi - Asiatech | 46     | Motor         | 20            |       |
| Ret | 23 | Mark Webber           | Minardi - Asiatech | 38     | Direcció      | 18            |       |
| Ret | 17 | Pedro de la Rosa      | Jaguar - Cosworth  | 27     | Transmissió   | 17            |       |

## Altres
- Pole: Michael Schumacher 1' 10. 790

- Volta ràpida: Rubens Barrichello 1' 12. 738 (a la volta 27)